# Горбачёв, Владимир Васильевич (физик)
Влади́мир Васи́льевич Горбачёв (род. 5 октября 1933 года, Подольск) — советский и российский учёный в области физики полупроводников, доктор физико-математических наук, профессор, Заслуженный деятель науки РФ (1996).

## Биография
Родился Владимир Васильевич 05 октября 1933 года в городе Подольск (Московская область).
Окончил физический факультет МГУ (1957) и аспирантуру МИФИ (1966, с защитой диссертации «Исследование силового взаимодействия атомов в решётках меди и никеля методом неупругого когерентного рассеяния тепловых нейтронов»).
Трудовая деятельность:
- 1958—1961 начальник службы радиационной безопасности атомного ледокола «Ленин».
- 1966—1986 ассистент, доцент, зав. кафедрой физики полупроводников и полупроводниковой электроники МИСиС.
- 1986—1988 начальник Центральной научно-исследовательской геммологической лаборатории ГОХРАНа.
- с 1988 заведующий кафедрой физики Московского государственного университета печати.

## Награды и звания
- профессор,
- Заслуженный деятель науки РФ (1996).

## Научные труды
- Физика полупроводников и металлов. — Москва, 1976.
- Полупроводниковые соединения AI2BVI / В. В. Горбачев. — М. : Металлургия, 1980. — 132 с.
- Физика полупроводников и металлов : [Учеб. пособие для втузов] / В. В. Горбачев, Л. Г. Спицына. — Москва : Металлургия, 1976. — 368 с.
- Физика полупроводников и металлов : [учебник для вузов по специальности «Технология спец. материалов электронной техники»] / В. В. Горбачев, Л. Г. Спицына. — 2-е изд., перераб. и доп. — Москва : Металлургия, 1982. — 336 с.
- Физические свойства некоторых материалов, используемых в полупроводниковой технике : Учеб. пособие для упражнений и семинарских занятий / В. В. Горбачев, А. С. Охотин ; Моск. ин-т стали и сплавов, Кафедра полупроводниковой электроники и физики полупроводников. — Москва : МИСИС, 1975. — 208 с.
- Физические основы полупроводниковой техники и её применение в полиграфии : Учеб. пособие для студентов вузов, обучающихся по специальностям 281400, 170800, 210100 / В. В. Горбачев, Т. М. Ткачева, С. П. Вартанян; М-во общ. и проф. образования Рос. Федерации. Моск. гос. ун-т печати. — М. : Изд-во МГУП, 1999. — 174 с.; ISBN 5-8122-0039-4
- Теплофизические свойства полупроводников / А. С. Охотин, А. С. Пушкарский, В. В. Горбачев. — Москва : Атомиздат, 1972. — 200 с.